# 安道爾大公
安道爾大公為位於法國與西班牙間庇里牛斯山脈的安道尔公国之共同國家元首（Cap de l'Estat）。該職位創立於1278年，為天主教烏格爾教區與富瓦伯爵協議出來的獨特安排，從中世紀開始一直延續到今日。自從富瓦伯爵的大公頭銜轉移到法國國王並傳承給法國總統後，就與烏格爾教區主教共同持有安道爾大公的頭銜至今。每位大公會指派一名個人代表代理其職責；目前法國方的代表為帕特里斯·富尔，烏格爾教區方的代表為爱德华·伊瓦涅斯。

## 大公的起源與發展
傳統歷史認為，查理曼授予特許狀给安道爾人，用以作為安道爾人對抗摩爾人的交換協議。原先該領地的領主為烏格爾伯爵，然而在988年，博雷利二世伯爵（Borrell II）將該領地給予天主教烏格爾教區，用以換取塞尔达尼亚地區。以塞奥德乌赫尔為教區根據地的烏格爾教區主教，因此協議而取得安道爾的統治權至今。1095年以前，安道爾沒有任何的軍事保護力量，當烏格爾主教得知烏格爾公爵想要奪回安道爾山谷時，他向卡博埃特爵士尋求幫忙。1095年，公爵與主教簽署協議共管安道爾。

## 近代歷史
1934年7月12日，安道爾的大公體系受到探險家鲍里斯·斯科瑟廖夫的挑戰，他在烏格爾發佈公告，聲稱自己為「安道爾國王鮑里斯一世」（Boris I, King of Andorra）。起初這項宣告受到安道爾政治機構的支持，但因為烏格爾教區主教拒絕放棄安道爾的統治權，且斯科瑟列夫向主教宣戰，因此在同年7月20日遭到西班牙當局逮捕。斯科瑟列夫隨後被驅逐出境，不承認他擁有安道爾王位的合法性。
1993年以前，安道爾沒有一部成文憲法，安道爾大公的實際權力也沒有在法律中特別規定。在同年3月，安道爾公民經公投通過了憲法，並由時任法國總統法蘭索瓦·密特朗與烏格爾主教霍安·马丁-阿拉尼斯兩位大公簽署生效。該部憲法明訂了安道爾大公的獨特性質與持續性，也規定了兩位大公的確切職責與特別權利。
在憲法通過之前，安道爾於每個奇數年必須給付法國方統治者約460美元，每個偶數年則給付西班牙方主教約12美元、6塊火腿、6塊乳酪與6隻活的雞。1993年，這項慣例就被廢除了。2009年，時任安道爾大公（法國總統）尼古拉·萨科齐表示如果安道爾政府不修改銀行法律，以消除其避稅港的長期地位，法國總統將不再兼任安道爾大公。
2014 年，霍安·恩里克·比韦斯-西西利亚表示，如果安道尔议会通过堕胎合法化法案，他将辞去乌赫尔主教和安道尔大公的职务。届时主教职位将暂时搁置，至少到法律颁布后，这样就不需要神职人员签署该法律了。安道尔将成为继比利时之后第二个国家元首拒绝签署自愿中止妊娠合法化法案，却又不阻止该法律颁布的国家。
2016年安道爾開始改革銀行法律，法國總統也仍然兼任安道爾大公。